# Schools Interoperability Framework
Schools Interoperability Framework (SIF) is een open specificatie om gegevens te delen voor onderwijsinstellingen vanaf de kleuterschool tot universiteit in de Verenigde Staten, het Verenigd Koninkrijk en Australië.
De specificatie wordt onderhouden door Schools Interoperability Framework Association. De aangesloten leden daarvan zijn software leveranciers, scholen en overheidsorganen. De organisatie is ingedeeld in werkgroepen, task forces, functionele groepen en project teams, met daarboven een raad van bestuur.
In Nederland houdt stichting SURF zich bezig met IT-infrastructuur voor hoger onderwijs.
De opmaaktaal van SIF is gebaseerd op de W3C-standaard XML en daardoor niet gekoppeld aan een specifiek besturingssysteem of platform. De laatste SIF-specificatie is versie 2.6 is uit augustus 2012. Het delen van de onderwijsdata is gebaseerd op SOA-structuur.